# Arkebek
Arkebek este o comună din landul Schleswig-Holstein, Germania.

## Geografie
Satul se află pe drumul național 316, între comunele Albersdorf și Nordhastedt.

## Structura municipiului
Municipiul Arkebek este alcătuit din trei zone administrative distincte: centrul orașului și două districte, respectiv Arkebeker Feld și Riesewohld. 
Această structură municipală a fost stabilită prin legea locală din anul 2008 și a rămas neschimbată până în prezent.

## Istorie
Istoria Arkebek-ului se întinde pe mai multe secole. Prima menționare a localității sub numele de Erkebeke datează din anul 1447, într-un document oficial. Numele este derivat din cuvântul german "Erke", care înseamnă baraj sau ecluză mică, și "beke", adică pârâu. Aceasta sugerează că exista deja o infrastructură hidraulică dezvoltată în zonă încă din acele timpuri.
În 1934, Arkebek a devenit o municipalitate independentă, odată cu desființarea parohiei Albersdorf. Această reorganizare administrativă a avut loc în întreaga regiune, iar Arkebek a devenit una dintre cele mai noi municipalități din zonă.
În timpul celui de-al Doilea Război Mondial, în 1939, într-o groapă de pietriș din Arkebek a fost descoperită o sabie de fier din secolul al VIII-lea. Se crede că aceasta provenea dintr-un mormânt săsesc distrus. În plus, Arkebek are 30 de movile și morminte de piatră listate, care se întind de-a lungul drumului 40, de la Albersdorf la Schrum. Cele mai nordice șase movile se află pe terenul fostei zone de antrenament militar "Riese". Aceste movile și morminte reprezintă dovezi ale unei așezări umane îndelungate în zonă.

## Economie și infrastructură
Economia și infrastructura din Arkebek s-au schimbat semnificativ în ultimele decenii. În trecut, Arkebek era un sat agricol, cu 25 de ferme înregistrate după cel de-al Doilea Război Mondial. Cu toate acestea, în prezent, doar cinci ferme mai funcționează în zonă, ceea ce ilustrează schimbările economice și demografice prin care a trecut comunitatea.
În prezent, Arkebek este mai mult un sat rezidențial, cu mulți locuitori care lucrează în comunitățile vecine mai mari, cum ar fi Albersdorf și Heide. Infrastructura din Arkebek a fost dezvoltată în conformitate cu aceste schimbări. În prezent, există o serie de magazine, restaurante și alte afaceri mici care deservesc comunitatea locală. De asemenea, există o școală primară și o grădiniță în Arkebek, precum și un serviciu de autobuze care asigură legătura cu alte orașe și sate din zonă.
În plus, Arkebek beneficiază de o poziție geografică avantajoasă, fiind situat la intersecția a două drumuri importante de acces, respectiv drumul județean 40 și autostrada A23. Acestea permit accesul rapid la alte zone din regiune, inclusiv la orașele mai mari din apropiere, cum ar fi Hamburg și Kiel.